# Dievenmoor
Das Dievenmoor ist ein Naturschutzgebiet in der niedersächsischen Gemeinde Bohmte im Landkreis Osnabrück.
Das Naturschutzgebiet mit dem Kennzeichen NSG WE 218 ist 220 Hektar groß. Es liegt zwischen Damme und Hunteburg und ist ein Rest des Großen Moores. Das entwässerte Hochmoorgebiet ist teilweise zu Grünland kultiviert worden. Die unkultiviert gebliebenen Flächen werden überwiegend von Birken geprägt. Teile des Moores sind durch Handtorfstiche abgebaut. Im Südwesten des Naturschutzgebietes findet industrieller Torfabbau statt. Das Gebiet soll nach dem Ende des Torfabbaus für die Renaturierung wiedervernässt werden. 
Das Naturschutzgebiet grenzt im Norden an den Bornbach und im Westen an den Vorfluter der Schweger Moorzentrale, der später in den Bornbach fließt. Der Vorfluter der Schweger Moorzentrale durchfließt das Naturschutzgebiet und trennt die Torfabbauflächen vom übrigen Naturschutzgebiet. Der Bornbach mündet im Süden des Naturschutzgebietes „Westliche Dümmerniederung“ in die Hunte.

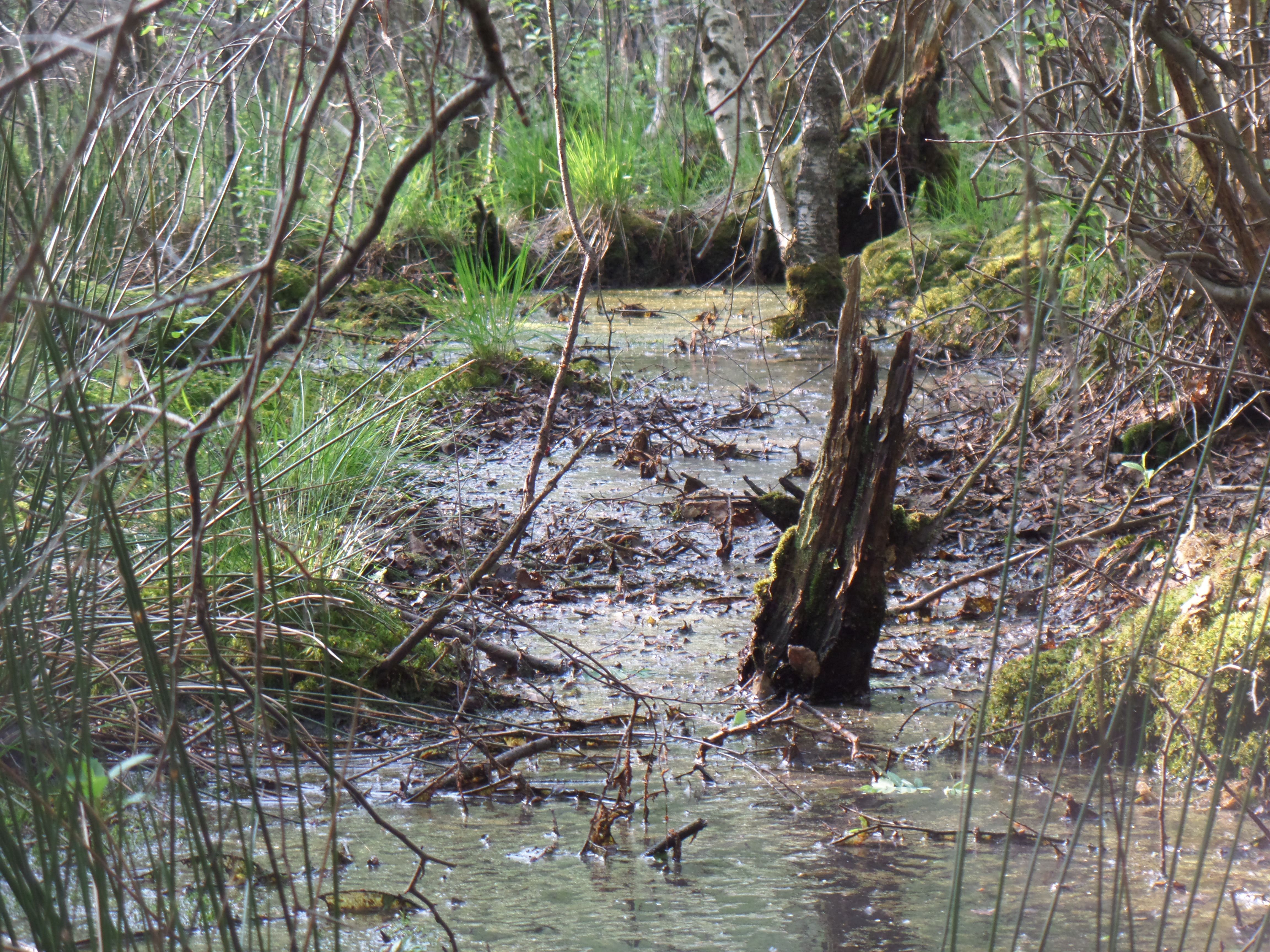
Entwässerungskanal im Dievenmoor (19. Mai 2016)

Das Gebiet steht seit dem 18. Dezember 1993 unter Naturschutz. Zuständige untere Naturschutzbehörde ist der Landkreis Osnabrück.